# Homolobus dauricus
Homolobus dauricus är en stekelart som beskrevs av Shestakov 1940. Homolobus dauricus ingår i släktet Homolobus och familjen bracksteklar. Inga underarter finns listade i Catalogue of Life.